# Луїс Сіністерра
Луїс Сіністерра (ісп. Luis Sinisterra, нар. 17 червня 1999, Сантандер-де-Кілічао) — колумбійський футболіст, нападник клубу «Борнмут» і збірної Колумбії.

## Клубна кар'єра
Народився 17 червня 1999 року в місті Сантандер-де-Кілічао. Вихованець футбольної школи клубу «Онсе Кальдас». Дорослу футбольну кар'єру розпочав 2016 року в основній команді того ж клубу, в якій провів три сезони, взявши участь у 43 матчах чемпіонату. Більшість часу, проведеного у складі «Онсе Кальдас», був основним гравцем атакувальної ланки команди.
8 липня 2018 року за 2 мільйони євро перейшов у нідерландський «Феєнорд», підписавши трирічний контракт.  Станом на 28 травня 2019 року відіграв за команду з Роттердама 5 матчів в національному чемпіонаті.

## Виступи за збірну
У складі молодіжної збірної Колумбії до 20 років поїхав на молодіжний чемпіонат світу 2019 року у Польщі, на якому відзначився дублем у матчі групового етапу з Таїті (6:0).

## Статистика виступів

### Статистика клубних виступів
| Сезон             | Команда           | Чемпіонат         | Чемпіонат | Чемпіонат | Національний кубок | Національний кубок | Національний кубок | Континентальні кубки | Континентальні кубки | Континентальні кубки | Інші змагання | Інші змагання | Інші змагання | Усього | Усього | Усього |
| Сезон             | Команда           | Ліга              | Ігор      | Голів     | Ліга               | Ігор               | Голів              | Ліга                 | Ігор                 | Голів                | Ліга          | Ігор          | Голів         | Ігор   | Голів  |        |
| ----------------- | ----------------- | ----------------- | --------- | --------- | ------------------ | ------------------ | ------------------ | -------------------- | -------------------- | -------------------- | ------------- | ------------- | ------------- | ------ | ------ | ------ |
| 2016              | «Онсе Кальдас»    | A                 | 2         | 0         | КК                 | 0                  | 0                  |                      | -                    | -                    |               | -             | -             | 2      | 0      |        |
| 2017              | «Онсе Кальдас»    | A                 | 22        | 1         | КК                 | 4                  | 1                  |                      | -                    | -                    |               | -             | -             | 26     | 2      |        |
| 2018              | «Онсе Кальдас»    | A                 | 19        | 4         | КК                 | 0                  | 0                  |                      | -                    | -                    |               | -             | -             | 19     | 4      |        |
| Усього за кар'єру | Усього за кар'єру | Усього за кар'єру | 43        | 5         |                    | 4                  | 1                  |                      | -                    | -                    |               | -             | -             | 47     | 6      |        |

## Титули і досягнення
- Бронзовий призер Південноамериканських ігор: 2018